# Święto Herkulesa
Święto Herkulesa – rzymskie święto na cześć herosa Herkulesa obchodzone 12 sierpnia.
Według pisarza rzymskiego Marka Terencjusza Warrona ("De lingua Latina") w tym dniu na Forum Boarium, na ołtarzu Herkulesa zwanym Ara Maxima (łac. Herculis Invicti Ara Maxima), położonym w pobliżu świątyni Herkulesa Olivariusa, patrona handlarzy oliwek i oliwy, składano ofiary z produktów handlowych, a pretor miejski (łac. praetor urbanus) składał w imieniu państwa doroczną ofiarę z jałówki.
12 sierpnia 29 roku p.n.e. ofiary na ołtarzu Herkulesa na Forum Boarium złożył Oktawian August; dokonał tego w przeddzień odbycia uroczystego triumfu po zwycięstwie w Dalmacji, w Egipcie i w bitwie pod Akcjum.
Poza tym Herkules był czczony w starożytnym Rzymie również w dniu 4 czerwca, gdy obchodzono święto Herkulesa Wielkiego Opiekuna (łac. Hercules Magnus Custos).